# 590
Évszázadok: 5. század – 6. század – 7. század
Évtizedek: 540-es évek – 550-es évek – 560-as évek – 570-es évek – 580-as évek – 590-es évek – 600-as évek – 610-es évek – 620-as évek – 630-as évek – 640-es évek
Évek: 585 – 586 – 587 – 588 –  589 – 590 – 591 – 592 – 593 – 594 – 595

## Események

### Bizánci Birodalom
- Maurikiosz császár az afrikai tartományokból létrehozza a Karthágói Exarchátust.
- Maurikiosz társuralkodói (augustus) rangra emeli hatéves fiát, Theodoszioszt.
- Meghal I. Guaram, a kaukázusi Ibéria királya. Utóda fia, I. Sztepanoz (István).

### Európa
- A frankok és a bizánciak közös támadást intéznek a longobárdok ellen. Több várost elfoglalnak Észak-Itáliában, de a seregben pusztító járvány miatt Cedinus frank fővezér hadisarc fejében békét köt a longobárdokkal és visszatér Galliába.
- Szeptemberben meghal Authari longobárd király, feltehetően megmérgezték. A főnemesek özvegyét, Theodelindát kéri meg utódjának kiválasztására. Theodelinda Agilulf torinói herceget választja, akihez novemberben feleségül megy.
- II. Pelagius pápa áldozatául esik a Rómában tomboló pestisnek. Utódjául I. Gergelyt választják, aki lendületes munkába kezd, hogy Róma éhező, járványoktól és barbároktól fenyegetett népének kenyeret juttasson, alapítványt hoz létre a fogságba esett rómaiak kiváltására, és védi a zsidók jogait.[1]
- Szent Columbanus egy római város romjai között megalapítja a luxeuili apátságot.
- Meghal Eormenric, Kent királya. Utóda fia, Æthelberht.
- Urien, a briton Rheged királya legyőzi a Bernicia szász királyát, Hussát és ostrom alá veszi Lindisfarne várában. Egyik riválisa azonban meggyilkolja Urient és a britonok elvonulnak. Rheged trónját Urien fia, Owain örökli.

### Perzsia
- A lázadó Bahrám Csóbín legyőzi IV. Hurmuz sah ellene küldött seregét és annak elfogott vezérét elefánttal tiportatja halálra. Támogatóinak egyre gyarapodó seregével folytatja útját a főváros, Ktésziphón felé.
- Két sógora, Visztahm és Vindujih palotaforradalomban megdönti Hurmuz sah uralmát és egy izzó tűvel megvakítva alkalmatlanná teszik az uralkodásra. Néhány hónappal később a saját turbánjával megfojtják. A trónt Hurmuz legidősebb fia, II. Huszrau foglalja el, aki egyezkedni próbál Bahrámmal, de az most már a sah megbosszulásának ürügyével folytatja felkelését. Nyáron megdöntöttnek minősíti a Szászánida dinasztiát és sahhá kiáltja ki magát. Miután serege vereséget szenved, Huszrau támogatóinak kis csoportjával Szíriába, bizánci területre menekül. Felajánlja Maurikiosz császárnak, hogy ha segítséget kap trónja visszaszerzéséhez, átadja a vitatott észak-mezopotámiai városokat, valamint a Kaukázusban Lazica és Ibéria királyságai is Konstantinápoly érdekszférájába kerülhetnek.

### Korea
- Meghal Phjongvon, Kogurjo királya. Utódja fia, Jongjang.

## Halálozások
- február 7. – Pelagius, római pápa[1]
- szeptember 5. – Authari, longobárd király
- IV. Hurmuz, perzsa sah
- Phjongvon, Kogurjo királya
- Eormenric, kenti király
- I. Gisulf, friuli herceg
- I. Guaram, ibériai király

## Fordítás
- Ez a szócikk részben vagy egészben  a(z)   590 című angol Wikipédia-szócikk ezen változatának fordításán alapul.  Az eredeti cikk szerkesztőit annak laptörténete sorolja fel. Ez a jelzés csupán a megfogalmazás eredetét és a szerzői jogokat jelzi, nem szolgál a cikkben szereplő információk forrásmegjelöléseként.